# Propensity score matching
Propensity Score Matching (PSM, deutsch etwa paarweise Zuordnung auf Basis von Neigungsscores) ist eine Form des Matching zur Schätzung von Kausaleffekten in nicht-experimentellen Beobachtungsstudien.
PSM wurde 1983 von Paul Rosenbaum und Donald Rubin vorgestellt.

## Anwendung
PSM wird in den Sozialwissenschaften eingesetzt, um den kausalen Effekt einer Intervention (z. B. einer Politikmaßnahme) zu schätzen. Dabei kann der zugrunde liegende kausale Effekt von dem beobachteten Unterschied verschieden sein. Das Grundproblem der Kausalanalyse ist, dass für ein Individuum nicht gleichzeitig gemessen werden kann, wie es sich mit und ohne die Intervention verhält. Teilnehmer und Nicht-Teilnehmer unterscheiden sich bereits vor der Intervention. Es kann zu einer Stichprobenverzerrung kommen, wenn Teilnehmer nicht zufällig der Intervention zugeordnet werden (Randomisierung).
PSM versucht diese Verzerrung zu reduzieren und eine Randomisierung nachzuahmen, indem Paare von möglichst identischen Personen gebildet werden und für diese die Wirkung der Maßnahme verglichen wird.

## Durchführung
Zunächst werden die Propensity Scores geschätzt. Das Grundproblem, das durch dieses eindimensionale Maß gelöst wird, ist der sogenannte Fluch der Dimensionalität. Ursprünglich werden Personen gesucht, die sich in allen berücksichtigten Variablen ähneln bzw. identisch sind. Für Kategorien wie Geschlecht ist das teilweise möglich. Für metrische Variablen wie Alter und Einkommen und jede weitere Variable ergibt sich das Problem, eine Person mit gleichen Geschlecht, identischem Alter (taggenau) und Einkommen (bis auf den Euro) zu finden.
Um Treatment- und Kontrollgruppe vergleichbar zu machen, wird also ein einziger Wert zwischen null und eins basierend auf Kovariablen berechnet. Dies geschieht meist durch eine logistische Regression.
Für das Matching gibt es eine Vielzahl von Verfahren, beispielsweise Nächste-Nachbarn, Caliper und Radius, Stratifizierung und kernbasierte Verfahren. Die Matchingqualität wird im Nachhinein überprüft.